# Haddadus binotatus
Espèce
Synonymes
- Rana binotata Spix, 1824
- Hyla abbreviata Spix, 1824
- Hylodes rugulosus Peters, 1870
- Eleutherodactylus binotatus (Spix, 1824)

Statut de conservation UICN

 LC  : Préoccupation mineure
Haddadus binotatus est une espèce d'amphibiens de la famille des Craugastoridae.

## Répartition
Cette espèce est endémique du Brésil. Elle se rencontre dans les États de Bahia, du Minas Gerais, de l'Espírito Santo, de Rio de Janeiro, de São Paulo, du Mato Grosso do Sul, du Paraná et de Santa Catarina et du Rio Grande do Sul.

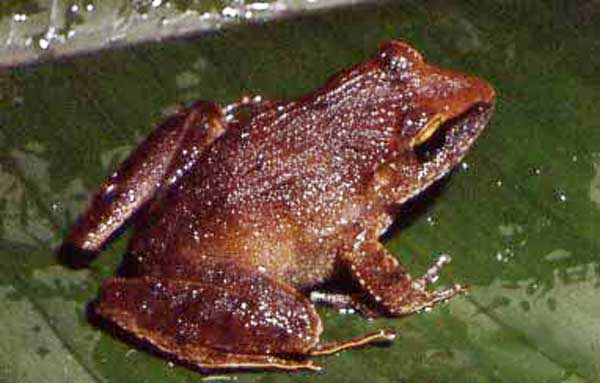
Haddadus binotatus

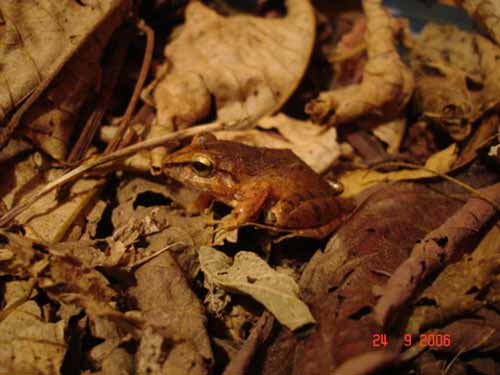
Haddadus binotatus

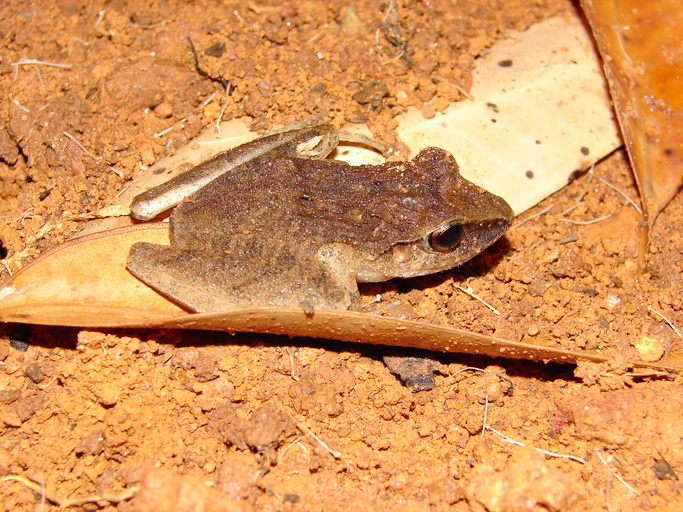
Haddadus binotatus

## Publication originale
- Spix, 1824 : Animalia nova sive species novae testudinum et ranarum, quas in itinere per Brasiliam annis 1817-1820. (texte intégral)